# Isatis brevipes
Isatis brevipes là một loài thực vật có hoa trong họ Cải. Loài này được (Bunge) Jafri mô tả khoa học đầu tiên.